# 斯塔維申
斯塔維申是波蘭的城鎮，位於該國中部，由大波蘭省負責管轄，面積0.99平方公里，鎮上的信義宗教堂建於1785至1788年，2006年人口1,554。第二次世界大戰期間，納粹德國佔領該鎮。

## 外部連結
- Official website （页面存档备份，存于） (in Polish)

51°55′06″N 18°06′41″E / 51.91833°N 18.11139°E